# Binkesmåstävmal
Binkesmåstävmal, Scrobipalpula diffluella är en fjärilsart som först beskrevs av Heinrich Frey 1870.  Binkesmåstävmal ingår i släktet Scrobipalpula, och familjen stävmalar, Gelechiidae. Enligt den svenska rödlistan är arten nära hotad, NT, i Sverige. Arten förekommer i Sverige sällsynt från Småland till Torne lappmark. Inga underarter finns listade i Catalogue of Life.